# 川崎市立鷺沼小学校
川崎市立鷺沼小学校（かわさきしりつ さぎぬましょうがっこう）は、神奈川県川崎市宮前区鷺沼2丁目にある市立小学校。（同名の千葉県にある習志野市立鷺沼小学校はこちらを参照してください。）

## 概要
本校は、宮崎小学校と富士見台小学校の学区の一部を分離し、開校した。校地面積は13165.13㎡敷地面積は2151.14㎡

## 沿革
- 1977年（昭和52年）
  - 2月8日 - 市立鷺沼小学校と校名決定し、この日を開校記念日と定めた。
  - 3月7日 - 校舎竣工（普通教室12、特別教室4、教材室3）。
  - 4月1日 - 宮崎小学校と富士見台小学校より分離・独立し、開校。
  - 4月5日 - 最初の始業式と第1回入学式挙行。最初の新入生は136名、全校児童計409名でスタートした。
  - 7月12日 - 初のPTA設立総会開催。
- 1978年（昭和53年）
  - 3月31日 - 体育館、第2期増築工事竣工。
  - 5月6日 - 渡り廊下、通用門、体育倉庫、遊具施設完成。
  - 5月8日 -  開校記念式典挙行、校歌・校章・校旗制定披露。
  - 5月17日 - 校庭整備工事完成。
  - 7月10日 - コンクリートプール竣工（25m×7m 5コース）。
- 1979年（昭和54年）1月30日 - 校庭に散水栓6基設置（翌月に2基追加）。
- 1980年（昭和55年）
  - 3月18日 - 第1回卒業式挙行。最初の卒業生は103名。
  - 3月31日 - 第3期増築工事竣工（普通教室11、視聴覚室、図書、音楽、理科の4特別教室完成）。
- 1981年（昭和56年）3月10日 - 飼育小屋完成。
- 1982年（昭和57年）2月6日 - 創立5周年記念行事「鷺小フェスティバル」挙行
- 1984年（昭和59年）
  - 9月27日 - 米飯給食開始（ごはん、ミルク、チキンカレー、フレンチサラダ）。
  - 11月 - 運動場整備工事終了、防球ネット完成。
- 1985年（昭和60年）
  - 4月 - バラ園完成。
  - 5月 - 花壇、教材園完成、焼窯初点火。
- 1986年（昭和61年）11月6日 - 10周年記念式典挙行。同行事にて「鷺小マーチ」披露(作曲:森谷弘)。
- 1991年（平成3年）11月8日 - 体育館への通路、電灯工事。
- 1992年（平成4年）
  - 3月31日 - 生活科の花壇（プール横、職員室前）及び動物遊び場用フェンス完成。
  - 4月1日 - 障害児学級設置（1学級）。
  - 8月7日 - 身障者用スロープ設置。
- 1993年（平成5年）
  - 4月28日 - 身障者用トイレ工事完成。
  - 6月28日 - 給食物資格納庫内装工事。
  - 8月18日 - 給食調理室内装工事。
- 1994年（平成6年）
  - 1月6日 - 防災無線設備設置。
  - 9月14日 - 理科室改修工事完成
- 1995年（平成7年）
  - 2月28日 - 校庭雨水貯留地工事完成。
  - 4月1日 - 留守家庭児学童ホール完成。
  - 4月20日 - 生活科の畑（体育倉庫横）完成。
- 1996年（平成8年）
  - 6月28日 - 持田勲氏より自然観察池一式が寄贈される。
  - 8月26日 - コンピュータ室新設工事。
  - 11月9日 - 20周年記念式典挙行。テーマ「ひろげよう心の翼、さかせよう未来の夢」。
- 2000年（平成12年）
  - 2月3日 - コンピューター室（情報学習室）移動工事。
  - 3月8日 - 実のなる木植樹（クリ、ミカン、キンカン、リンゴ、カキ）。
  - 9月14日 - 屋上配水管補修工事。
- 2002年（平成14年）3月29日 - 図書室・個別指導教室改築工事。
- 2003年（平成15年）
  - 1月31日 - 体育館屋根塗装工事
  - 3月24日 - 図工室・多目的ルームを普通教室に改築する工事実施。
  - 9月20日 - 2階特別教室棟連絡通路工事。
  - 10月20日 - 特別教室棟新築工事完成（音楽室・情報学習室）。
- 2004年（平成16年）
  - 2月13日 - 仮称・土橋小学校新設に係る説明会開催。2階特別教室棟連絡通路手摺修理工事。
  - 4月4日 - 図工室を普通教室に改築する工事実施。
  - 5月1日 - 教室の照明増設工事。
  - 5月12日 - 印刷室工事開始。
  - 6月22日 - インターホン設置工事完了。
  - 9月11日 - 給食室防塵工事。
- 2005年（平成17年）
  - 1月6日 - 理科室給湯器設置。
  - 4月11日 - シダックスフードサービスによる、給食民間委託開始。
  - 5月28日 - 4階教室天井扇設置。
  - 8月29日 - トイレのペンキ塗り実施。
  - 11月5日 - 30周年記念式典挙行。同日、持田勲氏より体育倉庫・プロジェクター・丁合機・池のポンプ寄贈。30周年事業委員会より東門ソーラー灯寄贈。体育館暗幕設置工事。
- 2006年（平成18年）
  - 3月 - 図工室改築工事。土橋小学校新設に伴い、学区の一部を分離。
  - 4月1日 - この年度から2学期制開始。
  - 6月4日 - 全普通教室天井扇設置。
  - 7月22日 - 校舎耐震工事。
- 2007年（平成19年）
  - 2月15日 - 学校ホームページ開設。
  - 3月22日 - 子ども安全安心協議会開始。
  - 7月28日 - 職員室前扉取替え工事。
  - 11月16日 - 校舎漏水工事。
- 2008年（平成20年）8月31日 - 鷺沼町会避難所開設・運営訓練実施。
- 2009年（平成21年）8月 - 全教室空調設備設置。
- 2010年（平成22年）
  - 3月22日 - 地デジ対応大型ディスプレイ設置。
  - 8月 - 全教室地デジアンテナ設置工事。
- 2016年（平成28年）11月12日 - 創立40周年記念式典挙行。

## 児童数
2024年（令和6年）現在
| 学年 | 1年 | 2年 | 3年 | 4年 | 5年 | 6年 | 個別級 （特別支援） | 合計 |
| ---- | --- | --- | --- | --- | --- | --- | ------------------- | ---- |
| 学級 | 6   | 5   | 6   | 5   | 6   | 5   | 5                   | 38   |
| 児童 | 181 | 152 | 195 | 163 | 177 | 163 | 22                  | 1053 |

## マスコットキャラクター
マスコットキャラクターはさぎまる。2016年（平成28年）の創立40周年記念式典に向けて誕生。

## 通学区域
出典
- 有馬1丁目
- 鷺沼1丁目
- 鷺沼2丁目
- 鷺沼3丁目

- 鷺沼4丁目

（※犬蔵2丁目3~9番地犬蔵２丁目３～９番地は犬蔵小より指定変更可）

## 主な進学先
出典
川崎市立有馬中学校

## 有名な卒業生
- ベッキー（タレント・1995年度卒業）
- 雄平（野球選手・1996年度卒業）
- 三笘薫（サッカー選手・2009年度卒業）
- 田中碧（サッカー選手・2010年度卒業）

## 周辺
- 川崎市子育て支援センターさぎぬま - 同一敷地内
- 東急電鉄田園都市線 - 線路はすぐそばを通るが、鷺沼駅はやや離れている。
- 株式会社日本保育サービス アスクさぎぬま保育園 - 学校正門と川崎市道をはさんで隣接。かつ、進学前保育園のひとつ。
- 川崎市立鷺沼公園
- 東名高速道路
- なお、鷺沼公園の西側は、横浜市との市境線となっている。

## アクセス
- 東急電鉄田園都市線鷺沼駅（正面口）から、徒歩約500m・約8分。